# Opahekeheke Island
Opahekeheke Island ist eine kleine Insel im Kaipara Harbour im Norden der Nordinsel von Neuseeland.

## Geographie
Die Insel befindet sich am südlichen Ende des Kaipara Harbour, rund 8,6 km nordwestlich von Hellensville entfernt. Opahekeheke Island liegt inmitten eines Mangrovengebiets, das sich im südlichen Teil in den flachen Gewässern des Naturhafens ausbreitet. Mit einer Länge von rund 850 m in Westnordwest-Ostsüdost-Richtung und einer maximalen Breite von rund 315 m in Südsüdwest-Nordnordost-Richtung erstreckt sich die Insel über eine Fläche von rund 13,5 Hektar. Die 18 m hohe bewaldete Insel liegt rund 185 m vom Festland entfernt.